# Union patriotique (Colombie)
Pour les articles homonymes, voir Union patriotique.
L'Union patriotique (en espagnol : Unión Patriótica) est un parti politique colombien fondé en 1984, dissout en 2002 et rétabli en 2013. 
Plusieurs milliers de ses militants ont été assassinés dans les années 1980 par des agents de l’État, des milices d’extrême droite et des narcotrafiquants. La justice colombienne décrit une « violence mise en œuvre de manière massive, généralisée et systématique ».

## Historique
Fondé après les accords de La Uribe entre le gouvernement colombien et les FARC, l'UP regroupe des guérilleros démobilisés des FARC, le Parti communiste colombien et d'autres éléments issus de la société civile. Parvenant à conquérir plusieurs municipalités à la fin des années 1980, l'UP est rapidement victime de ce qui a souvent été qualifié de génocide politique, y compris par la justice colombienne,,.
Selon la Juridiction spéciale pour la paix, le nombre de victimes de cette répression serait de 5 733.  La Cour interaméricaine des droits de l'homme fait état de plus de 6 000 meurtres. 
Parmi elles, huit parlementaires, des centaines de maires et de dirigeants du mouvement, et deux candidats présidentiels : Jaime Pardo Leal (1987) et Bernardo Jaramillo Ossa (1990). Les coupables directs sont les forces publiques colombiennes (armée et police), les milices paramilitaires d'extrême-droite émergentes en Colombie ainsi que les narcotrafiquant. Le dernier parlementaire de l'UP, le sénateur Manuel Cepeda vargas, est assassiné en 1994 par des militaires et en 2002 l'UP perd son statut de parti politique, faute de candidat aux élections. Cette décision d'enlever le statut de personnalité juridique est prise par le conseil national électoral (Consejo Nacional Electoral).
Derrière ces massacres se trouve une alliance entre politiciens traditionnels de droite, policiers et militaires, hommes d'affaires et paramilitaires. Ces crimes ont été couverts par un appareil judiciaire peu enclin à poursuivre leurs auteurs et leurs commanditaires.

### Refondation en 2013
Le 9 juillet 2013, l'Union patriotique retrouve son statut de parti politique à la suite d'une décision du Conseil d'État colombien.
L'organisation paramilitaire Autodefensas Gaitanistas de Colombia publie en octobre 2017 un pamphlet intitulé « Plan pistolet contre l’Union patriotique » dans lequel elle menace de mort des dirigeants du parti.
L'UP participe en 2021 à la fondation du Pacte historique, une coalition de gauche.